# Siemion Rozenfeld

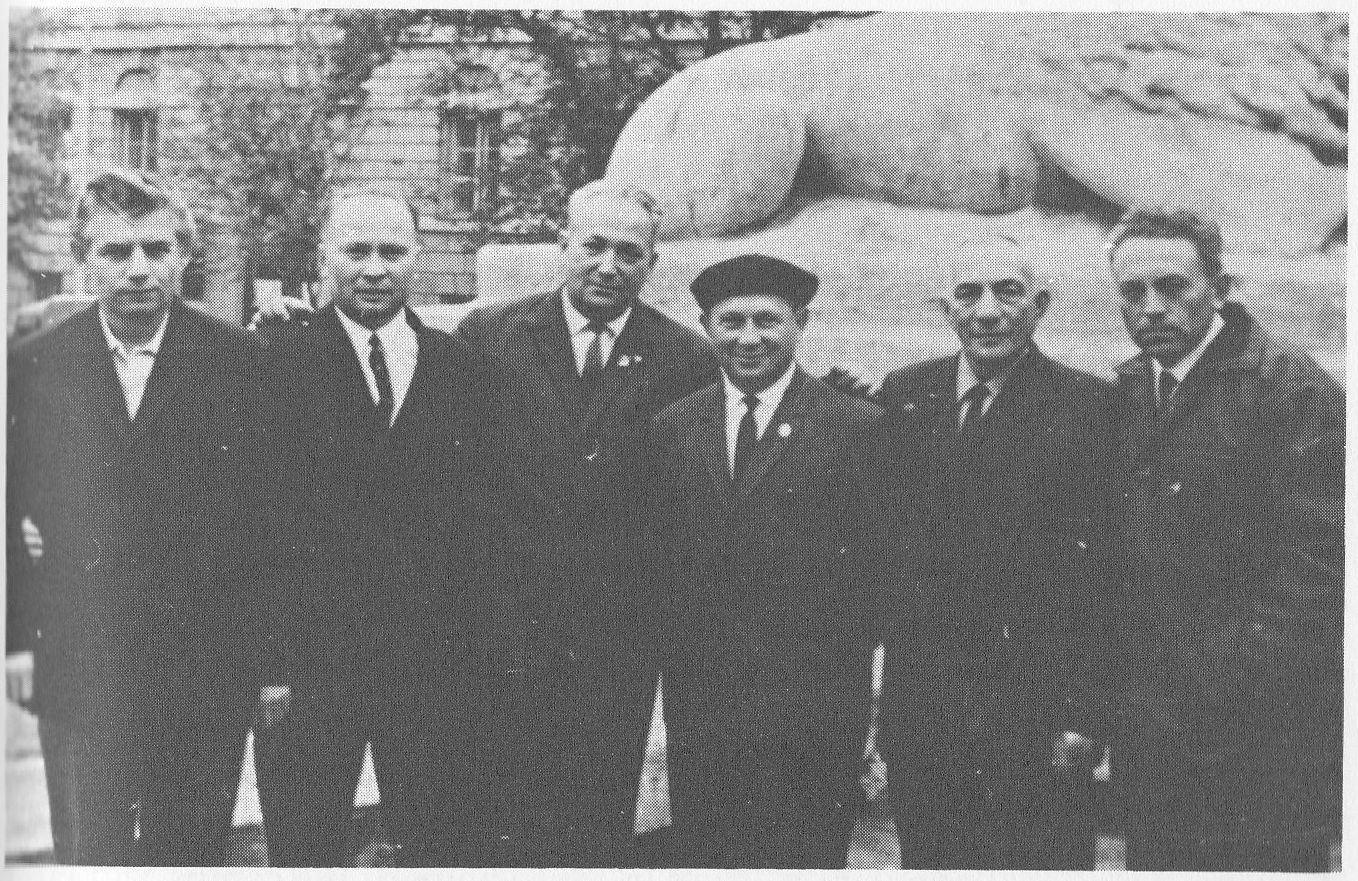
Związek Radziecki, lata 70. Spotkanie byłych jeńców – więźniów Sobiboru. Od lewej do prawej J. Litwinowski, A. Wajspapir, A. Pieczerski, A. Wajcen, N. Płotnicki, S. Rozenfeld

Siemion Mojsiejewicz Rozenfeld (ros. Семён Моисеевич Розенфельд; ur. 1 października 1922, zm. 3 czerwca 2019) – radziecki żołnierz i partyzant pochodzenia żydowskiego, uczestnik powstania i masowej ucieczki więźniów z obozu zagłady w Sobiborze.

## Życiorys
Urodził się na Ukrainie. W 1940 wstąpił do Armii Czerwonej. Gdy jego pułk dostał się do niewoli niemieckiej, on sam został we wrześniu 1941 przewieziony do obozu pracy SS w Mińsku. We wrześniu 1943 jako Żyd został deportowany do obozu zagłady w Sobiborze na terenie okupowanej Polski. Był członkiem grupy czerwonoarmistów skupionej wokół Aleksandra Pieczerskiego, który był współorganizatorem powstania i masowej ucieczki więźniów Sobiboru. W czasie ucieczki z Sobiboru został ranny. Po ucieczce ukrywał się w lesie, a po wyzwoleniu ponownie wstąpił do Armii Czerwonej z którą dotarł do Berlina (na ścianie ruin kancelarii Adolfa Hitlera wyrył bagnetem napis: „Baranowicze – Sobibór – Berlin”). W czasie walk został dwukrotnie ranny. W Armii Czerwonej doszedł do stopnia sierżanta.
W 1990 emigrował wraz z rodziną do Izraela, gdzie zmarł 3 czerwca 2019 w szpitalu w Kaplan. Rok przed śmiercią odznaczony ukraińskim Orderem „Za zasługi” III klasy. Był prawdopodobnie ostatnim żyjącym uczestnikiem powstania i masowej ucieczki więźniów Sobiboru z 14 października 1943 roku.